# Bägaren
Bägaren (Crater på latin) är en stjärnbild på södra stjärnhimlen.
Konstellationen är en av de 88 moderna stjärnbilderna som erkänns av den Internationella astronomiska unionen.

## Historik
Bägaren var en av de 48 konstellationerna som listades av den antike astronomen Ptolemaios i hans samlingsverk Almagest. 

## Mytologi
Enligt den grekiska mytologin så skickade Apollon en korp att hämta vatten med en bägare, men korpen stannade för att äta fikon. Istället för att berätta sanningen ljög korpen att en orm hade hindrat honom från att nå vattnet, och så höll han ormen i sin näbb som bevis. Apollon förstod att det var en lögn och kastade upp korpen, bägaren och ormen på stjärnhimlen. Dessutom straffade han den lögnaktiga fågeln extra genom att se till att bägaren skulle vara utom räckhåll.

## Stjärnor

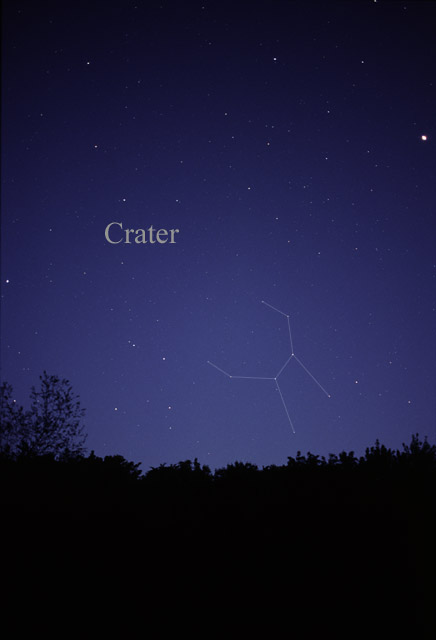
Stjärnbilden Bägaren (Crater) som den kan ses med blotta ögat.

Bägarens huvudstjärnor är ljussvaga grannar till Korpens stjärnbild.
- δ - Delta Crateris (Labrum) är en orange jättestjärna av magnitud 3,56.
- γ - Gamma Crateris är en dubbelstjärna av sammanlagd magnitud 4,06. Huvudstjärnan är en vit stjärna av magnitud 4,08 och följeslagaren är av magnitud 9.8.
- α - Alfa Crateris (Alkes) är en orange jätte av magnitud 4,08.
- β - Beta Crateris (Al Sharasif)  är en vit stjärna av magnitud 4,46.
- θ - Theta Crateris är en blåvit stjärna av magnitud 4.70.
- ζ - Zeta Crateris är en gul jätte av magnitud 4.71.
- ε - Epsilon Crateris är en orange jätte av magnitud 4,81.
- λ - Lambda Crateris är en gulvit dubbelstjärna av magnitud 5,08.
- η - Eta Crateris är en vit stjärna av magnitud 5,17.

## Djuprymdsobjekt

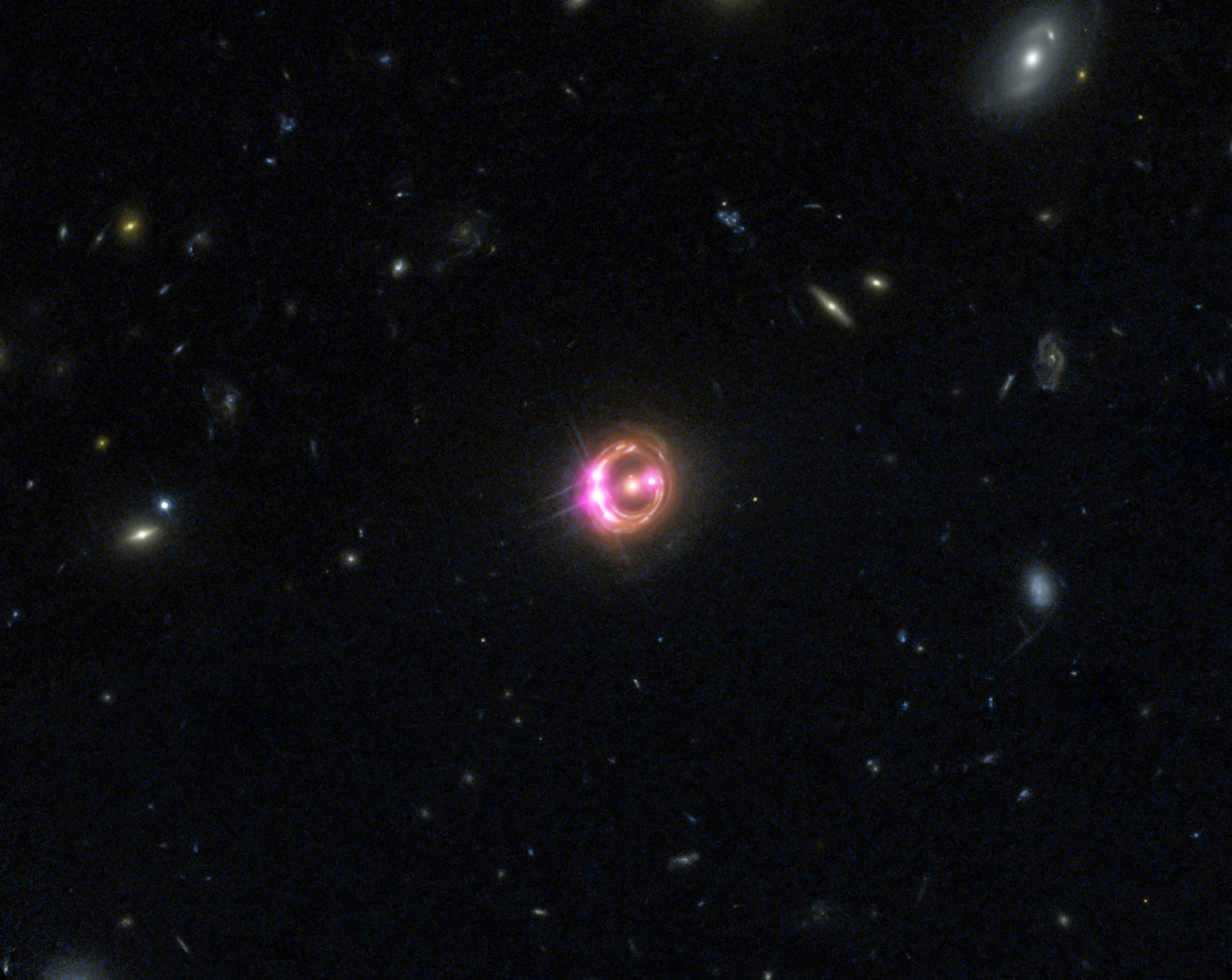
Kvasaren RX J1131 genom en kombination av bilder från Chandra-teleskopet och Hubbleteleskopet.

### Galaxer
Det finns inga Messier-objekt i Bägaren.
- NGC 3511 är en spiralgalax av magnitud 11,0.
- NGC 3887 är en spiralgalax av magnitud 10,6, som ligger 68 miljoner ljusår bort och som upptäcktes av William Herschel 1785.
- NGC 3962 är en elliptisk galax av magnitud 10,7.
- NGC 3981 är en spiralgalax av magnitud 11,0.

### Kvasarer
- RX J1131-1231 ligger 6 miljarder ljusår bort. Det svarta hålet i mitten av kvasaren var det första svarta hålet vars rotation kunde mätas direkt.[7]